# Мавзолей Юзелиуса
Мавзолей Юзелиуса (фин. Juseliuksen mausoleumi швед. Juselius mausoleum) — мавзолей, единственный в своём роде в Финляндии памятник некрополистики, расположенный на городском кладбище в районе Кяппяря в городе Пори.

## История
Мавзолей был создан по заказу горного советника Ф. А. Юзелиуса  (1855—1930) как проявление отцовской любви к дочери Сигрид (1887—1898), умершей от туберкулёза в 11-летнем возрасте. Её саркофаг, находящийся в стилобатной части мавзолея и просматриваемый с галереи верхнего этажа, был сооружён из белого итальянского мрамора по проекту архитектора Ярла Эклунда.
Сам Фриц Артур Юзелиус также был похоронен в мавзолее в его боковом крыле. Две его жены упокоились за пределами мавзолея. Фонд имени Сигрид Юзелиус был основан в 1930 году для содействия медицинским исследованиям в Финляндии.
Здание мавзолея было спроектировано в неоготическом стиле архитектором Йозефом Стенбеком и построено в период с 1901 по 1903 годы. Фрески внутренних интерьеров включая «Kevät» (Весна), «Rakennus» (Строительство), «Tuonelan joella» (У реки Туонела), «Hävitys» (Разрушение), «Talvi» (Зима) и «Syksy» (Осень) были выполнены известным финским живописцем уроженцем города Пори Аксели Галлен-Каллелой.
Оригинальные фрески были повреждены пожаром в 1931 году и восстановлены в период с 1933 по 1939 годы сыном художника Йормой Галлен-Каллелой на основе эскизов отца. В 1941 году мавзолей был вновь открыт для посещения. В интерьерах просматривается масонская символика, так как и сам Фриц Юзелиус и Аксель Галлен-Каллела состояли членами масонской ложи.
Другим известным финским художником Пеккой Халоненом были написаны фрески в вестибюле мавзолея, но после пожара 1931 года восстановлены не были.
Массивная входная дверь мавзолея создана по проекту финского скульптора Алпо Сайло.